# Acicula corcyrensis
Acicula corcyrensis е вид охлюв от семейство Aciculidae. Видът не е застрашен от изчезване.

## Разпространение
Разпространен е в Гърция.